# Marc Porel
Marc Porel (Lausanne, 3 januari 1949 – Casablanca, 15 augustus 1983) was een Frans-Zwitsers acteur.
Porel was de zoon van de acteurs Gérard Landry en Jacqueline Porel. Hij debuteerde in de film Un homme de trop (1967) van Costa-Gavras. Hij werd internationaal bekend door zijn rollen in de films Ludwig (1972) en L'innocente (1976) van Luchino Visconti. Hij stierf in 1983 in Marokko aan een hersenvliesontsteking.

## Filmografie (selectie)
- 1967 - Un homme de trop
- 1969 - Le Clan des Siciliens
- 1970 - La Horse
- 1970 - Road to Salina
- 1972 - Ludwig
- 1972 - Don't Torture A Duckling
- 1973 - Tony Arzenta
- 1975 - Il soldato di ventura
- 1976 - L'innocente
- 1976 -  Uomini si nasce poliziotti si muore
- 1977 - Un spirale di nebbia
- 1977 -  Sette Note in Nero
- 1978 - La Sorella di Ursula